# Соколов Микола Миколайович (геолог)
Мико́ла Микола́йович Соколо́в (1895, Тамбов — 1977) — російський геолог, геоморфолог, ґрунтознавець, історик науки, доктор географічних наук (1949), професор.

## Біографія
Син священнослужителя. Навчався на природничому відділенні фізико-математичного факультету Московського університету. 1916 року з університету добровольцем пішов на фронт Першої світової війни.
У 1918—1919 роках продовжив навчання на агрономічному факультеті Саратовського університету, а в 1920—1923 роках — в Петроградському географічному інституті.
Від 1922 року — науковий співробітник ґрунтового загону вишукувального відділу Волховбуду. Від 1925 року — науковий співробітник Ґрунтового, далі Геоморфологічного інститутів АН СРСР, згодом — старший геолог Ленгеолтресту. Спеціалізувався на четвертинній геології.
Заарештовано 1935 року, перебував у в'язниці «Кресты». 31 травня 1935 року засуджено як «соціально небезпечного елемента» до трьох років ув'язнення у виправних трудових таборах. Працював на будівництві  Біломорсько-Балтійського каналу, зокрема інженером-геологом вишукувального відділу в Медвеж'єгорську. Після дострокового звільнення внаслідок заліків (25 лианя 1937 року) продовжив роботу тій самій посаді за вільним наймом — до квітня 1938 року.
Повернувшись у Ленінград, до 1942 року працював старшим геологом Ленінградського геологоуправління. Служив в армії, але 1943 року Соколова через хворобу демобілізували та направили в Москву для роботи в Комісії географо-геологічного обслуговування Червоної армії.
У 1943—1946 роках — старший науковий співвробітник Ґрунтового інституту, від 1946 року — старший науковий співвробітник Ґрунтового музею в Ленінграді, доцент, а потім професор географічного факультету Ленінградського університету.
Від 1955 року — старший науковий співвробітник лабораторії аерометодів АН СРСР. Від 1960 року — завідувач кафедри географії ґрунтів географічного факультету Ленінградського університету.
Проводив польові дослідження в північно-західному регіоні СРСР, Прибалтиці, Криму, на Північному Кавказі, в Московській області, на Куйбишевському, Рибінському та Цимлянському водосховищах.
У 1949—1950 роках зазнав вислання з Ленінграду на 101-й кілометр.
Судимість знято 13 січня 1951 року. Реабілітовано 23 липня 1957 року.
1963 року вийшов на пенсію як інвалід першої групи, але продовжував підготовку аспірантів, проводив консультації в Північно-Західному геологоуправлінні.

## Наукова діяльність
Основні праці Соколова стосуються віку та еволюції ґрунтів, меж зледеніння на території Європейської частини СРСР, принципів стратиграфії льодовикових відкладень та ін.
Рукописні матеріали Соколова зберігаються в архіві Географічного товариства.